# Zlatița (okręg Caraș-Severin)
Zlatița (serb. Златица) – wieś w Rumunii, w okręgu Caraș-Severin, w gminie Socol. W 2011 roku liczyła 595 mieszkańców. 